# Le Bateau blanc (album)
Pour le film de Bolotbek Chamchiev, voir Le Bateau blanc.
Albums de Gilbert Bécaud
Tête de bois
(1960) Bécaud à l'Olympia
(1963)
gilbert bécaud - Le Bateau Blanc est un album studio de Gilbert Bécaud sorti le 19 mars 1962 au format 33 tours 25 cm (Pathé Marconi - FDLP 1108 M). L'orchestre et la direction musicale sont de Raymond Bernard.

## Face A
1. Le Bateau blanc (Maurice Vidalin/Gilbert Bécaud) [2 min 15 s]
2. La Grosse Noce (Maurice Vidalin/Gilbert Bécaud) [3 min 20 s]
3. Si je m'en reviens au pays (Louis Amade/Gilbert Bécaud) [2 min 25 s]
4. Nicolas (Pierre Delanoë/Gilbert Bécaud) [1 min 50 s]

## Face B
1. Le Jugement dernier (Pierre Delanoë/Gilbert Bécaud) [3 min 10 s]
2. Sur la plus haute colline (Louis Amade/Gilbert Bécaud) [2 min 25 s]
3. Contre vous (Pierre Delanoë/Gilbert Bécaud) [2 min 30 s]
4. Fanfan (Louis Amade/Gilbert Bécaud) [2 min 20 s]